# Axel Reinhold Cedercreutz
Axel Reinhold Cedercreutz, född 27 december 1774 i Grangärde, död 20 september 1859 i Kjulo, var en finländsk friherre, jägmästare och politiker.
Cedercreutz var son till friherre Johan Axel Cedercreutz och Sara Gustava von Ehrenheim som var dotter till Carl Gustaf von Ehrenheim. Hans hustru från 1798 var Sofia Charlotta Svedenstjerna.
Cedercreutz var överjägmästare i Dalarnas län 1796, fick hovmästaregraden 1817, samt representant för ridderskapet- och adeln i Borgå riksdag 1809.